# Good Times (canción de INXS y Jimmy Barnes)
Good Times es considerado el decimonoveno disco sencillo del grupo australiano de rock INXS, a pesar de ser un trabajo compartido con el cantante australiano Jimmy Barnes. Se trata de una versión de un tema original de la banda The Easybeats, quienes tuvieron gran repercusión en la década de los sesenta convirtiéndose en el primer grupo de rock australiano en tener éxito fuera de sus fronteras. 
El tema se incluyó en la Banda Sonora Original de Jóvenes Ocultos, película icónica de los ochenta dirigida por Joel Schumacher. El sencillo fue un auténtico éxito, fue número uno en Nueva Zelanda durante cuatro semanas y en Australia llegó al segundo puesto en las Listas musicales de Australia. En Reino Unido llegó al puesto 18 y en Estados Unidos al puesto 47.
El lado B del sencillo fue "Laying Down the Law", que también apareció en la banda sonora de la película Banda Sonora Original de Jóvenes Ocultos.
Es el segundo sencillo de INXS certificado como disco de oro en Australia.

## Formatos[6]
En disco de vinilo de 7"
7 pulgadas. 1986 Mushroom/WEA  K-202 . 1986 Atlantic Records 7-89237  78 92377 
| Lado A |              |                            |          |  |
| N.º    | Título       | Escritor(es)               | Duración |  |
| 1.     | «Good Times» | George Young y Harry Vanda | 3:35     |  |

| Lado B |                       |                                                                                               |          |  |
| N.º    | Título                | Escritor(es)                                                                                  | Duración |  |
| 1.     | «Laying Down the Law» | Andrew Farriss, Tim Farriss, Jon Farriss, Michael Hutchence, Garry Gary Beers y Kirk Pengilly | 4:27     |  |